# Mecynodes kisilkumi
Mecynodes kisilkumi är en skalbaggsart som beskrevs av Semyon Martynovich Solsky 1876. Mecynodes kisilkumi ingår i släktet Mecynodes och familjen Aphodiidae. Inga underarter finns listade i Catalogue of Life.